# Abalou
"Abalou" é uma canção da cantora brasileira Ivete Sangalo, gravada para seu quinto álbum de estúdio As Super Novas (2005). Ela foi escrita por Gigi. "Abalou" foi lançada como primeiro single do álbum As Super Novas em 17 de outubro de 2005 pela Universal Music Brasil. Foi indicada em 2006 ao Grammy Latino de Melhor Canção Brasileira.

## Antecedentes
Ao ser questionada sobre o fato de "Abalou" ter sido inicialmente apontada como uma espécie de "hino" da Copa do Mundo de 2006 a cantora respondeu: "Jamais gravo uma música pensando que ela pode ser isso ou aquilo. Se isso acontecer vai ser naturalmente, aliás tudo em um disco ocorre dessa forma, é impossível planejar".

## Apresentações ao vivo

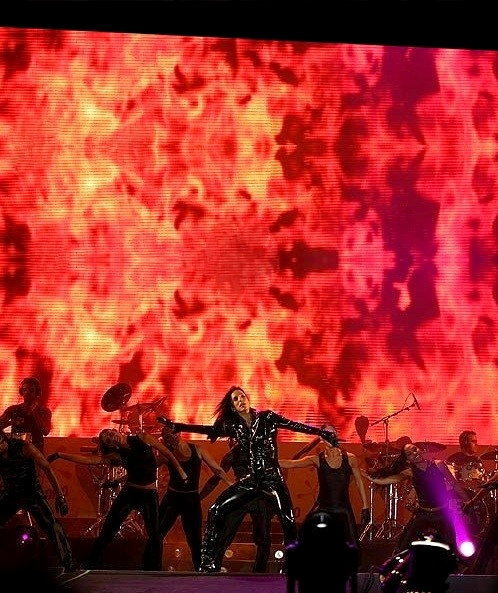
Sangalo apresentando "Abalou" na Turnê Maracanã

Pouco após o lançamento de "Abalou" e seu álbum pertencente As Super Novas, Sangalo cantou a canção ainda como parte da Turnê MTV Ao Vivo, como ato de abertura. De acordo com o site Carnatal, durante o concerto no Festival de Verão do Rio de Janeiro, "Embora esteja muito bem nas rádios de todo o país, a música 'Abalou' não embalou muito o público e não surtiu o mesmo efeito de 'Festa' e 'Sorte Grande', apesar de seguirem a mesma linhagem musical". Sangalo apresentou a canção em sua Turnê D'As Super Novas de (2006–07), usando-a como número de abertura. Ela entrava no palco em cima de uma moto, vestindo um macacão de couro, explicando que era seu momento de domínio de sua carreira: "Esse figurino representa meu novo momento, mostra meu lado tigresa".
No concerto realizado no Estádio do Maracanã, no dia 16 de dezembro de 2006, e logo após registrado em seu segundo álbum ao vivo Multishow Ao Vivo: Ivete no Maracanã (2007), "Abalou" também foi usada como canção de abertura, com uma versão instrumental de "Never Gonna Give You Up" de Rick Astley, antes do começo. Para a Turnê Maracanã feita para divulgação do álbum com um concerto bastante similar, a canção também foi adicionada ao repertório. Em 2016, Sangalo e a cantora Ludmilla apresentaram a canção juntas durante a final do Big Brother Brasil 16. Em maio, a cantora participou do Rock in Rio Lisboa e apresentou novamente a canção.

## Formatos e faixas
- CD single

1. "Abalou" - 3:50

## Certificações
| Região — Associação        | Certificação | Vendas  |
| -------------------------- | ------------ | ------- |
| Brasil (Pro-Música Brasil) | Platina      | 100.000 |
| Versão Ao Vivo             |              |         |
| Brasil (Pro-Música Brasil) | Platina      | 100.000 |